# Idrossido di piombo(II)
L'idrossido di piombo(II), Pb(OH)2, è l'idrossido del piombo in cui il piombo è allo stato di ossidazione +2. Sebbene possa sembrare che sia un composto fondamentalmente semplice, è tuttora dubbio se esso sia stabile nella fase solida.
In pratica, quando ci si aspetterebbe di trovare l'idrossido di piombo(II), si trovano invece carbonato basico di piombo(II) (PbCO3·2Pb(OH)2) o ossido di piombo(II) (PbO). In passato, ciò è stato causa di notevole confusione.
L'idrossido, debolmente solubile in acqua (Ks = 1,42 x 10−20), è solubile in acidi e basi diluiti; è insolubile in acetone e acido acetico.
Quando un idrossido alcalino è aggiunto a una soluzione di un sale del piombo(II), si ottiene la formazione di un ossido di piombo idrato PbO·xH2O (con x < 1). Un'idrolisi accurata di una soluzione di acetato di piombo porta all'ottenimento di un prodotto cristallino con formula 6PbO·2H2O = Pb6O4(OH)4.
In soluzione, l'idrossido di piombo(II) si comporta come una base alquanto debole, formando lo ione piombo(II), Pb2+, in condizioni debolmente acide. Questo catione idrolizza l'acqua e, al crescere della basicità dell'ambiente, forma progressivamente Pb(OH)+, Pb(OH)2(aq), Pb(OH)3− e altre specie, incluse parecchie specie polinucleari, come ad esempio Pb4(OH)44+,  Pb3(OH)42+,  Pb6O(OH)64+.